# Michel Vanhaecke
Michel Vanhaecke (* 24. September 1971 in Brügge) ist ein ehemaliger belgischer Radrennfahrer. Sein größter Erfolg war der Sieg beim Kampioenschap van Vlaanderen 1999.

## Sportliche Laufbahn
Vanhaecke konnte als Amateur 1991 das Rennen Antwerpse Havenpijl gewinnen. Er startete im Straßenrennen der Olympischen Spielen 1992, aber beendete dieses nicht. Ab September 1992 startete Vanhaecke als Stagiaire und konnte mit Platz 2 beim Kampioenschap van Vlaanderen und Platz 7 bei Paris–Bourges gute Ergebnisse vorweisen. 1993 wurde er Profi beim Team Lotto–Caloi. Im ersten Jahr konnte er Platz 3 beim Grand Prix Cholet-Pays de la Loire und Platz 9 in der Gesamtwertung der Luxemburg-Rundfahrt realisieren. 1994 konnte er neben dem ersten Profisieg auch den zweiten Platz bei den belgischen Straßenmeisterschaften hinter Wilfried Nelissen, Platz 6 bei Brüssel-Ingooigem und Platz 9 beim Trofeo Masferrer erwirken. 1995 konnte er neben dem dritten Platz bei Paris–Camembert und Platz 6 bei Veenendaal–Veenendaal keine weitere Platzierungen vorweisen. 1996 gewann er den Omloop van het Waasland und wurde Achter bei Rund um Düren. 1997 erwirkte Vanhaecke neben den beiden Siegen noch Platz 4 beim De Kustpijl und Platz 6 beim Omloop van de Westkust. 1998 belegte er Platz 5 beim Omloop Mandel-Leie-Schelde, Platz 8 beim Druivenkoers sowie Platz 16 bei Paris–Brüssel. Seine erfolgreichste Saison absolvierte Vanhaecke 1999. Neben den Siegen konnte er zweite Plätze bei Dwars door Vlaanderen, bei der Nokere Koerse, beim Omloop Mandel-Leie-Schelde Meulebeke, bei Rund um Düren, bei Hel van het Mergelland sowie bei den belgischen Straßenmeisterschaften hinter Ludo Dierckxsens. 2000 gewann er zwei Rennen den Druivenkoers und den G.P. Zottegem–Tilstaertprijs und erreichte Platz 2 beim Grand Prix Pino Cerami, Platz 4 beim Grand Prix Rudy Dhaenens und Platz 6 bei Gent–Wevelgem. 2001 gewann er zum zweiten Mal den Antwerpse Havenpijl sowie den Nokere Koerse. Nennenswerte Platzierung waren Platz 6 beim Grand Prix Pino Cerami und Platz 13 bei Tro Bro Leon. 2002 konnte Vanhaecke Platz 3 beim Omloop Het Volk, vierte Plätze beim Scheldeprijs und beim Druivenkoers, Platz 7 bei Veenendaal–Veenendaal sowie Platz 8 beim Grand Prix Rudy Dhaenens erzielen. 2003 konnte er neben seinem Etappensieg in Polen nur noch Platz 7 beim Druivenkoers vorweisen. 2004 erwirkte er als Platzierungen Platz 5 bei Le Samyn, Platz 6 beim Schaal Sels und Platz 7 beim Grand Prix Rudy Dhaenens. Nach Ende der Saison 2004 beendete er seine Profikarriere.

## Erfolge
1994
- Omloop Schelde-Durme

1995
- Grote Prijs Beeckman-De Caluwé

1996
- Omloop van het Waasland

1997
- Le Samyn
- Brüssel-Ingooigem

1999
- De Kustpijl
- Kampioenschap van Vlaanderen

2000
- Druivenkoers
- G.P. Zottegem–Tilstaertprijs

2001
- Nokere Koerse
- Antwerpse Havenpijl

2003
- eine Etappe Course Cycliste de Solidarność et des Champions Olympiques